# ディスプレイサーバ
ディスプレイサーバとは、ウィンドウシステムにおいて、ポインティングデバイス・キーボード・ディスプレイのハードウェア制御を行い、遠隔または同一のコンピュータ上で動作する他のプログラムに対し、ポインティングデバイス・キーボード・ディスプレイによる入出力の機能を提供するプログラムである。

機能の提供はディスプレイサーバプロトコルと呼ばれる通信プロトコルを通じて行われる。

ディスプレイサーバはグラフィカルユーザーインターフェースを構成する基本コンポネートで、ウィンドウマネージャを実装します。単純なウィンドウマネージャーはウィンドウの描画のみを行いますが、コンポジットウィンドウマネージャの場合より多くのことを行います。

## 利用可能なプロトコル

### X11

X.Org サーバは、X11プロトコルを介してクライアントと通信します。

X.Org Serverは、通常、LinuxやBSDなどのUnixベースのカーネル上で動作する。 X.Org Serverは、ユーザーの入力やクライアントからデータを受け取り、処理・合成し、LinuxではDRMやgem、KMSなどのカーネルコンポーネントに出力する。 カーネルコンポーネントは受け取ったデータをフレームバッファに書き込み、画面に表示する。 XはGLXに依存している。
ディスプレイサーバの概念を実装したものとして、 X Windowシステムがある。実際に使われているものとしては、X.Org サーバおよび Xlib、XCBなどがある。 X.Org サーバはディスプレイサーバだが、現在の実装では、MutterやKwinといったコンポジットウィンドウマネージャに依存している。
有名なX11プロトコルを実装したディスプレイサーバの例としては、　X.Org サーバや XFree86、XQuartz、Cygwin/Xなどがある。クライアント向けのライブラリとしてはXlibやXCBがある。
 xevと呼ばれるUnixコマンドは、ウィンドウを作成し、ウィンドウに発生したイベントの情報(リサイズやキーボードからの入力、マウスクリックなど)を送信するようディスプレイサーバに要求し、受け取った情報をコンソールに出力する。

### Wayland

Waylandのプロトコル

Waylandのプロトコルを実装するディスプレイサーバは、Waylandコンポジットと呼ばれる。Waylandコンポジットは、クライアントに対する入出力を処理する。X11とは違い、コンポジットも担当する。Waylandを実装したものとしては、 WestonやMutter、Kwin、Enlightenmentなどがある。
Waylandコンポジットは、Waylandディスプレイサーバプロトコルを使用してクライアントと通信する。このプロトコルは、EGLレンダリングAPIのフレームバッファを利用し、クライアントが直接データーを出力できるように定義されている。また、ディスプレイサーバは、どのウィンドウが最上部に位置するか、つまりユーザーが何を見えるのかを判断し、ディスプレイに表示する。また、evdevからクライアントへの情報の伝達にも責任を負う。
WaylandはFedoraなどいくつかのLinuxディストリビューションで採用されている。また、Waylandはモバイルにも適しており、TizenやSalifish OSといったスマートフォンやタブレット向けのプロジェクトでも採用されている。
Waylandの実装はMITライセンスで提供されているlibwayland-clientとlibwayland-serverを使うことで使用可能となる。
また、WaylandをChromeOSに実装するプロジェクトが進行中である。

### Mir
Mirは、Ubuntuのディスプレイサーバに採用されることを目的にカノニカルによって開発されたが、2017年にUbuntuのディスプレイサーバはWaylandに変更された。Mirは、X11やWaylandに使われているものとは異なる、独自のMirディスプレイサーバプロトコルを使用するが、X11プロトコルもサポートする。
Mirの実装は、GPLv3でライセンスされたlibmir-serverとlibmir-clientのもとで利用することができる。

### SurfaceFlinger
SurfaceFlingerは、Android用にGoogleによって開発されたディスプレイサーバである。
Androidのコンポーネントは、全て"surface"にレンダリングされる。"surface"は、アプリケーションによって生成され、SurfaceFlingerによって管理されるキューに入れられる。
また、Android特有のものとして、デバイスのメモリの割当や仲裁、ファイル記述子の同期といったメモリ管理を行う"Gralloc"がある。Grallocは、GBMやNvidiaのEGLStreamsなどと競合する。Grallocのハードウェア抽象化レイヤ (HAL) は、"surface"の基礎となるバッファを割り当てるために使用される。
Androidでコンポジットを行うとき、SurfacesはSurfaceFlingerに送られ、OpenGL ESを使用して合成が行われる。
HWCはAndroid 3.0にて導入され、開発が続いている。HWCの主要な目的は、 ハードウェアを用いた合成時の効率を上げることである。HALの実装は各端末により異なり、通常はOEMが担当する。

### Quartz
AppleのmacOSの描画エンジン。Quartzは、ディスプレイサーバの機能とウィンドウシステム内のウィンドウマネージャの機能を実装している。

### Desktop Window Manager (DWM)
Desktop Window Managerは、Windows Vista以降のMicrosoft Windowsに導入された。GUIの描画にハードウェアアクセラレーションを使用する。DWMは、"Windows Aero"の機能である透明化や、3Dのウィンドウ切り替えなどを行う。DWMはWindows Server 2008でも使用可能だが、"Desktop Experience"を有効にし、互換性のあるグラフィックドライバをインストールする必要がある。